# Innenpolgenerator

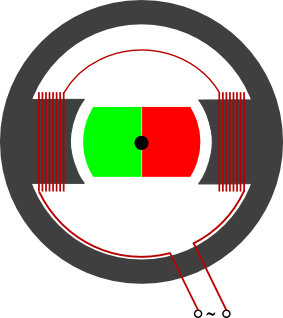
Prinzipdarstellung

Als Innenpolgenerator (Innenpolmaschine) wird die Bauweise eines elektrischen Generators bezeichnet, bei der die Spulen, bzw. die Permanentmagneten für das Erregerfeld im Rotor eingebracht sind. In diesem Fall durchsetzen die magnetischen Feldlinien des Rotors die Wicklungen des Stators und induzieren in ihnen eine Wechselspannung. Die Gleichstromzuführung zum Rotor erfolgt häufig über Schleifringe von einer Erregermaschine, die auf der gleichen Achse wie der Generator sitzt. Dieses Prinzip wird in den meisten Kraftwerken umgesetzt. Bei Kraftwerksneubauten geht man aber aus Gründen der Dynamik wieder zur statischen Erregung zurück.
Der auf die umgekehrte Weise aufgebaute Generator nennt sich Außenpolgenerator.